# Севериков, Степан Петрович
Степа́н Петро́вич Севериков (1788—1851) — российский общественный деятель, градоначальник Петрозаводска, купец.

## Биография
Имел дом в Петрозаводске, занимался торговлей мануфактурой и продовольствием.
Избирался бургомистром городского магистрата, гласным городской думы Петрозаводска.
В 1821—1823 годах — городской голова Петрозаводска.
В доме С. П. Северикова проживал в 1826—1828 годах ссыльный поэт-декабрист Ф. Н. Глинка. На этой же квартире затем проживал епископ Олонецкой епархии Игнатий.
Похоронен на Зарецком кладбище Петрозаводска.

## Семья
Жена — Степанида Никитична, урождённая Ялгубцова (1788—1850). Сын Иван (1814—1856), дочери — Александра (род. 1812), Пелагея (род. 1823).